# Félix I
Félix I (en latín: Felix I) de nombre secular Félix (Roma, ¿202?-30 de diciembre de 274) fue el 26.º papa de la Iglesia católica desde el 5 de enero de 269 al 30 de diciembre del 274.
Su pontificado coincidió con el gobierno del emperador Aureliano, quien en los primeros años de su reinado abandonó la política de persecuciones que contra los cristianos habían aplicado sus antecesores, lo que permitió el florecimiento lento del cristianismo.
Se le atribuyó la institución de la costumbre de celebrar las misas católicas sobre altares construidos sobre las tumbas de los primeros mártires. También enfrentó la herejía samósata, la cual predicaba que Jesús era un simple ser humano que estaba bajo el control de Dios.
Se considera santo y es venerado por la Iglesia católica el 30 de diciembre.

## Biografía
Félix nació en Roma en el 202, y era hijo de un hombre llamado Constancio (de quien se desconoce su procedencia y su ocupación). No existe información al respecto sobre la infancia de Félix.

## Pontificado
Félix fue elegido papa el 5 de enero de 269, para suceder al difunto pontífice Dionisio. Decidió según la costumbre mantener su nombre de pila y adoptarlo como nombre papal.

### Herejía samósata
En los comienzos de su pontificado llegaron a Roma noticias del sínodo que se había celebrado en Antioquía y que había depuesto al obispo antioquiano Pablo de Samosata por enseñar una doctrina contraria a las enseñanzas de la Iglesia sobre la Trinidad. 
La cuestión había tomado un carácter meramente político, por el apoyo que Pablo de Samosata le dio al emperador Aureliano. Pese a ello, Félix emitió un decreto indicando que ningún cristiano podría optar por ser consagrado como obispo si no estaba en comunión con la sede de Roma, con lo que ratificó la deposición del obispo de la ciudad, aprobada en el concilio de Antioquía del 269, afirmando la "divinidad y humanidad de Jesucristo" y las "dos naturalezas distintas en una sola persona".

### Obras

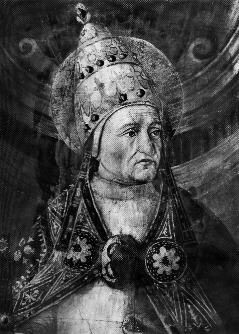
Retrato de Félix I, ubicado en un fresco de la Capilla Sixtina, Roma

La tradición le atribuye al papa Félix I la sanción de la orden de enterrar a los mártires bajo los altares de los templos cristianos, y de instituir la práctica de celebrar la sagrada eucaristía sobre sus sepulcros, a manera de conmemoración anual; la celebración solo debía ser realizada por sacerdotes y solamente dentro de uno de los templos consagrados para tal fin, salvo por causa mayor. Esta reforma buscaba eliminar las eucaristías privadas. 
Hacia el final de su pontificado, el emperador Aureliano retomó la política de las persecuciones contra los cristianos. Sin embargo, dichas persecuciones tuvieron duración breve, puesto que fueron suspendidas tras la muerte del emperador en el año 275, con la negativa de su sucesor, Tácito, en continuar las medidas represivas.

### Muerte y culto
Félix I murió en Roma, el 30 de diciembre del 274.
Según los registros, tradicionalmente se le consideró como un mártir, pero lo más probable es que fuera confundido con otra persona homónima. La confusión también ha generado dudas sobre la ubicación de sus restos, ya que el Liber Pontificalis afirma que fue enterrado en una basílica ubicada en la Vía Aurelia, que él mismo habría ordenado erigir siendo papa, pero también se atribuye su lugar de reposo a las Catacumbas de San Calixto, ubicadas en la Vía Apia, de acuerdo con un calendario del siglo IV.
Se considera santo, y el día destinado a su culto es el 30 de diciembre. Se le representa con un ancla, y con los hábitos comunes de un sumo pontífice.